# Arzúa (Comarca)
Die Comarca Arzúa ist eine Verwaltungseinheit Galiciens. Die Fläche von 485,31 km² entsprechen 1,65 % der Fläche Galiciens.

## Gemeinden
| Gemeinde      | Einwohner (2024) | Fläche km² | Dichte Einw./km² | Cod INE | Postleitzahl |
| ------------- | ---------------- | ---------- | ---------------- | ------- | ------------ |
| Arzúa         | 5.887            | 155,48     | 38               | 15006   | 15810        |
| Boimorto      | 1.801            | 82,34      | 22               | 15010   | 15816–15818  |
| O Pino        | 4.581            | 132,15     | 35               | 15066   | 15821        |
| Touro         | 3.387            | 115,34     | 29               | 15085   | 15822        |
| Comarca Arzúa | 15.656           | 485,31     | 32               | –       | –            |